# Spoorlijn Aken - Maastricht
De spoorlijn Aken - Maastricht is de in 1853 geopende spoorlijn die de Duitse stad Aken via Simpelveld met de Nederlandse stad Maastricht verbond. Deze lijn werd aangelegd door de Aken-Maastrichtsche Spoorweg-Maatschappij, en was de eerste in de Nederlandse provincie Limburg en tevens eerste grensoverschrijdende spoorlijn van Nederland. In Valkenburg staat nog het originele stationsgebouw uit 1853, het oudste nog bestaande stationsgebouw in Nederland. Het Duitse deel staat als spoorlijn 2545 onder beheer van DB Netze.
Sinds 1992 loopt de treinverbinding tussen Aken en Maastricht deels via een andere route, via Heerlen en Herzogenrath, over de spoorlijnen Heerlen - Schin op Geul en Sittard - Herzogenrath.

## Voorgeschiedenis

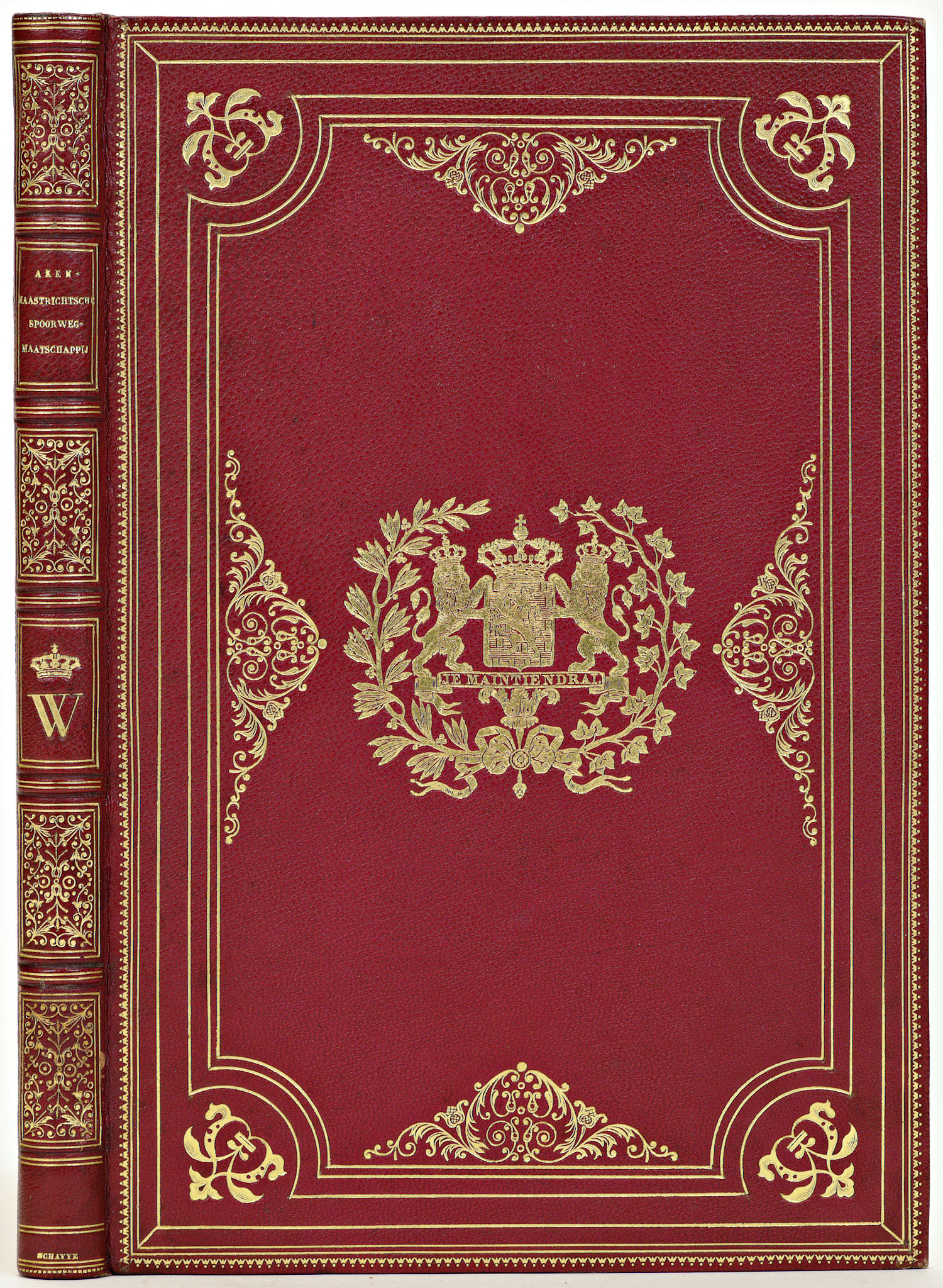
Statuten van de Aken-Maastrichtsche Spoorweg-Maatschappij, 1846

Reeds in 1835 ontstonden er plannen voor een spoorverbinding tussen Maastricht en Aken, opgesteld door kooplieden uit beide steden. Het idee erachter was het verbinden van de mijnbouw- en industriestreek rond Aken met het Nederlandse stelsel van waterwegen. In Limburg bestonden toen al plannen voor (verdere) verbindingen met Luik en Hasselt. De situatie rond de Belgische Revolutie verhinderde uitvoering hiervan, mede omdat Maastricht in dat jaar nog een geïsoleerde Nederlandse enclave was, omringd door Belgisch grondgebied. Nadat het grondgebied van beide naties in het Verdrag van Londen van 1839 geregeld was, werden opnieuw voorstellen gedaan voor de aanleg van een staatsspoorlijn. Op initiatief van de Maastrichtse Kamer van Koophandel werd in 1841 een "spoorcommissie" gevormd, onder leiding van de industriëlen Winand Clermont en Petrus Regout. De commissie had als doel te komen tot een staatsspoorlijn op dit traject. Ondanks bemiddeling door de Gouverneur en enthousiasme van de zijde van koning Willem II werd het plan door de Staten Generaal afgewezen omdat er geen nationale noodzaak voor aanwezig was.
Daarna heeft de spoorcommissie de plannen in 1844 opnieuw aan de orde gesteld, maar ditmaal bij particuliere investeerders in Nederland en Duitsland. Die zagen wel heil in het plan en in 1845 werden gelijktijdig de Aken-Maastrichtsche Spoorweg-Maatschappij en de Aachen-Maastrichter Eisenbahn-Gesellschaft opgericht. Twee jaar later was het benodigde kapitaal bijeen gebracht, concessies in Nederland en Duitsland verkregen en werd met de aanleg begonnen. In oktober 1853 reden de eerste treinen over het nieuwe tracé. Het was op dat moment de derde spoorlijn van Nederland - en de eerste internationale.
In de jaren 1860 kwam de Aken-Maastrichtsche Spoorweg-Maatschappij in financiële moeilijkheden en in 1867 werd het bedrijf overgenomen door Grand Central Belge. In 1871 kwam er een zijtak van Simpelveld naar de Domaniale mijn te Kerkrade. Deze zijtak werd vanaf 1925 verlengd en daarmee ontstond in 1934 de spoorlijn Schaesberg - Simpelveld. In 1897 werd Grand Central Belge genationaliseerd. Een jaar later werd het Nederlandse deel van de spoorlijn overgenomen door de Staatsspoorwegen, wat vervolgens in 1939 opgenomen werd tot de Nederlandse Spoorwegen.
In 2007 werd de spoordienst 'Maastricht Randwyck - Heerlen' overgenomen door Veolia tot december 2016, sindsdien wordt de spoorlijn bediend door Arriva.

## Aken - Schin op Geul

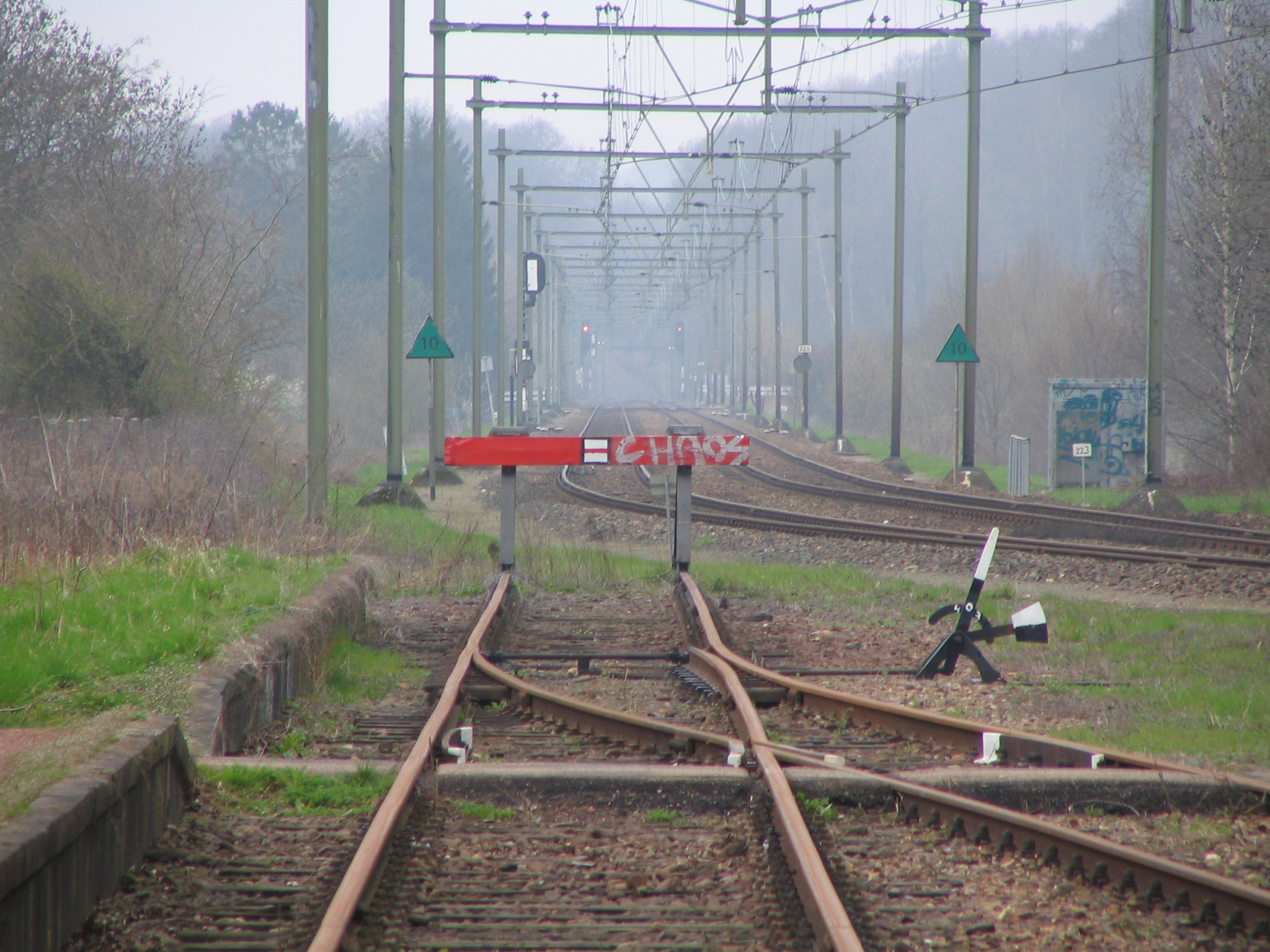
De in 1992 onderbroken aansluiting te Schin op Geul van de spoorlijn naar Valkenburg werd in 2007 hersteld.

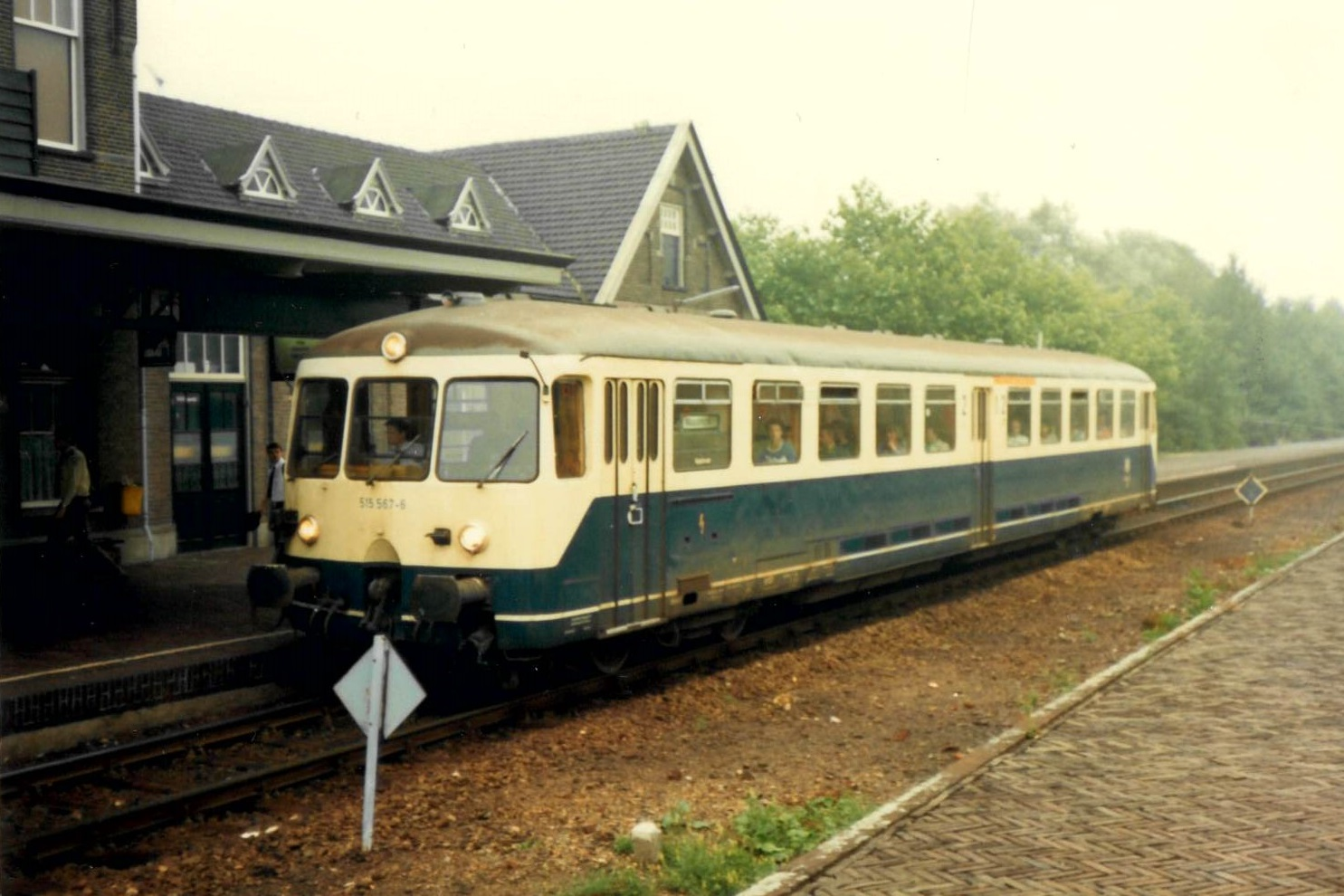
Station Simpelveld met Akkumulatortriebwagen serie 515 in 1987

In 1914 werd vanaf Schin op Geul een aftakkende lijn richting Heerlen aangelegd. Deze zijtak werd in de loop der jaren belangrijker dan de oude verbinding vanaf Schin op Geul naar Aken via Simpelveld. Er werd gereden in een onregelmatige 2 tot 3 uurdienst met in 1980-1981 7 retourritten.. Er werd gereden met Blauwe engelen waarvan een aantal werden voorzien van Indusi, een Duits beveiligingssysteem.  Van 1977-1988 werd echter gereden met accumotorrijtuigen Baureihe 515 van de DB. De verbinding Schin op Geul - Kerkrade werd in 1988 opgeheven waarbij de lijn Aken-Maastricht een regelmatige 2 uurdienst kreeg om Simpelveld te bedienen. In 1992 werd de treindienst Aken - Maastricht gewijzigd in Aken - Heerlen en het overblijvende station Simpelveld gesloten.
Vanaf 1995 wordt het traject Schin op Geul - Kerkrade bereden als museumlijn door de Zuid-Limburgse Stoomtrein Maatschappij. Sinds 1992 rijden de reguliere internationale treinen van Aken niet meer naar Maastricht, maar via Herzogenrath naar Heerlen. In 2019 is deze lijn verlengd naar Maastricht, zodat de verbinding Maastricht-Aken hersteld is, hoewel deze nu via Heerlen rijdt en niet meer via de Miljoenenlijn. De aansluiting te Schin op Geul van de spoorlijn uit Simpelveld werd in 1992 onderbroken. Sinds januari 2007 is het traject Simpelveld - Schin op Geul weer aangesloten op het openbare net, nadat de op de foto nog ontbrekende wissel weer werd teruggeplaatst.
De lijn wordt via Bocholtz bereden tot Vetschau (Duitsland); het resterende deel tot Richterich, waar de lijn aansloot op de lijn van Aken naar Mönchengladbach is buiten dienst en deels opgebroken.

## Schin op Geul - Maastricht

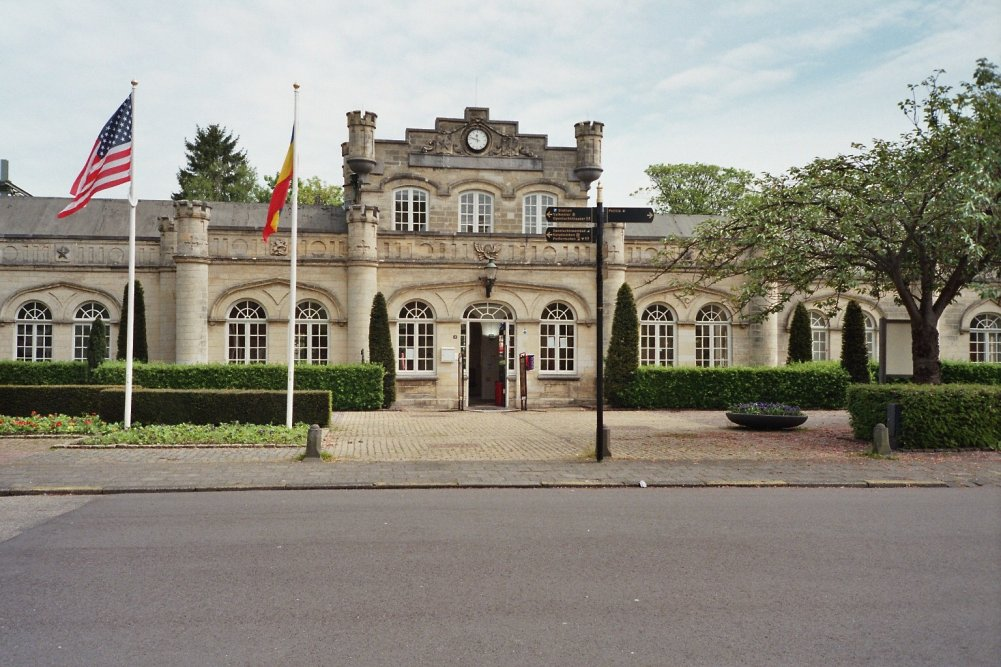
Station Valkenburg

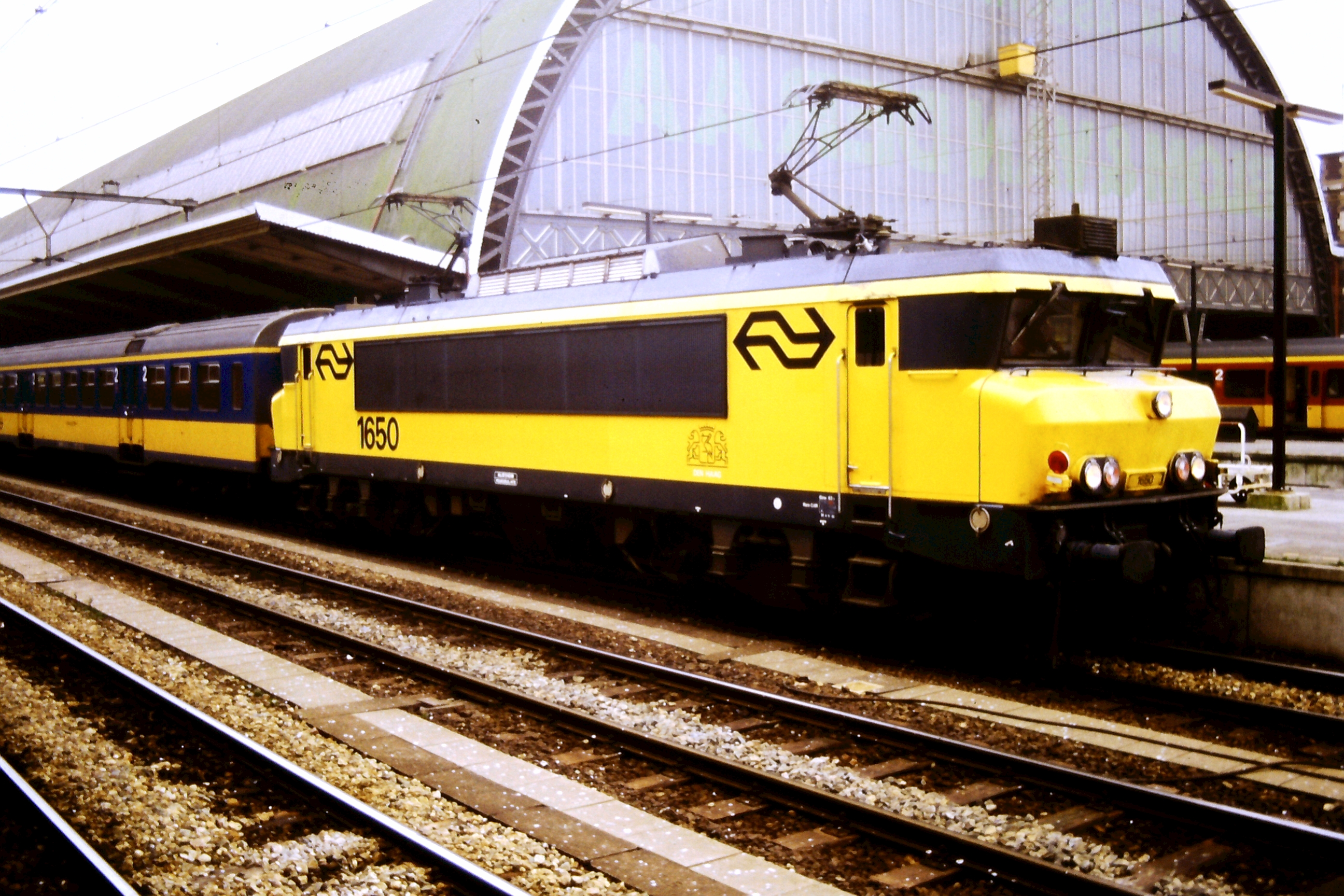
In de jaren 1980 reden zaterdags enkele intercitytreinen van Amsterdam verder naar Valkenburg, maar de speciale Valkenburg Expressen waren meestal Plan V-treinstellen

Het deel van het traject tussen Schin op Geul en Maastricht is in gebruik voor reguliere treindiensten. Sinds 14 mei 1949 is dit traject, samen met de spoorlijn Heerlen - Schin op Geul, geëlektrificeerd. Sinds december 2016 rijden hier de stop- en sneltreinen van Arriva tussen Heerlen en Maastricht.
In de jaren 70 tot 90 reden zaterdags in de zomervakanties bijzondere treinen (Valkenburg Expressen) 's morgens en 's middags direct van de Randstad (Amsterdam, Den Haag) en Overijssel (Zwolle) naar Valkenburg en terug. In 1985 waren er vijf reguliere dagelijkse Intercitytreinen van Zandvoort aan Zee naar Maastricht, die zaterdags van 8 juni tot 31 augustus naar Valkenburg doorreden (terug zes treinen), en bovendien op deze dagen twee bijzondere IC-treinen van Den Haag CS en Rotterdam CS naar Valkenburg, die gedeeltelijk niet in de reguliere IC- halteplaatsen 's-Hertogenbosch, Weert, Roermond of Sittard stopten. Er was ook een bijzondere Valkenburg Expres van Zwolle, die als stoptrein geclassificeerd was, maar alleen in Deventer, Zutphen, Arnhem en op alle haltes op het niet geëlektrificeerde traject Nijmegen – Venlo – Roermond stopte en vanaf Roermond zonder stop tot Maastricht reed.
De meeste Valkenburg Expressen reden via Maastricht, sommige via Heerlen. In 1988 waren er drie reguliere IC-treinen Zandvoort – Maastricht, die naar Valkenburg zijn verlengd (terug twee), en drie bijzondere treinen van Amsterdam, Den Haag en Zwolle (als stoptreinen geclassificeerd, maar minder haltes dan intercity's). In 1990 (30 juni tot 1 september) en 1993 (29 mei tot 28 augustus) werden er nog drie directe Valkenburg Expressen gelaten, die in 1993 als sneltreinen van Amsterdam, Den Haag en Zwolle naar Valkenburg en terug reden. Kort daarna kwam het tot het einde van de Valkenburg Expressen.

## Stations en gebouwen
Hieronder een overzicht van alle stations langs de lijn (cursief: voormalig station):
| Station                                                   | Geopend | Huidig gebouw                                                                                               |
| --------------------------------------------------------- | ------- | --- |
| Aachen Hauptbahnhof (verving in 1905 Aachen Marschiertor) | 1853    | 1905 |
| Aachen West (verving in 1910 Aachen Templerbend)          | 1858    | 1910 |
| Richterich                                                | 1853    | geen, station gesloten in 1968                                                                              |
| Vetschau                                                  | 2000    | geen, uitsluitend in gebruik door ZLSM                                                                      |
| Bocholtz                                                  | 1890    | geen, gebouw gesloopt in 1965, station gesloten in 1944                                                     |
| Bocholtz                                                  | 2000    | geen, uitsluitend in gebruik door ZLSM                                                                      |
| Simpelveld                                                | 1853    | 1908, SS, 2e gebouw, station gesloten in 1992, sinds 1995 in gebruik door ZLSM                              |
| Eys-Wittem                                                | 1900    | 1880, GCB, 1e gebouw, Standaardtype Eijs-Wittem, station gesloten in 1938, sinds 1995 in gebruik door ZLSM  |
| Wijlre-Gulpen                                             | 1853    | 1959, NS, 2e gebouw, Standaardtype Vierlingsbeek, station gesloten in 1988, sinds 1995 in gebruik door ZLSM |
| Schin op Geul                                             | 1853    | 1913, SS, 1e gebouw, uniek ontwerp van Van Heukelom                                                         |
| Oud Valkenburg                                            | 1853    | geen, station gesloten in 1923                                                                              |
| Valkenburg                                                | 1853    | 1853, AM, 1e gebouw, uniek ontwerp van Enschedé                                                             |
| Houthem-Sint Gerlach                                      | 1888    | 1903, SS, 2e gebouw, uniek ontwerp                                                                          |
| Vroenhof                                                  | 1892    | geen, station gesloten in 1936                                                                              |
| Meerssen                                                  | 1853    | 1900, SS, 2e gebouw, uniek ontwerp van De Jong                                                              |
| Rothem                                                    | 1853    | geen, gebouw standaardtype Eijs-Wittem gesloopt in 1970, station gesloten in 1935                           |
| Vaeshartelt                                               | 1853    | geen, station gesloten in 1935                                                                              |
| Mariënwaard                                               | 1853    | geen, gebouw standaardtype Eijs-Wittem gesloopt in 1970, station gesloten in 1933                           |
| Maastricht Noord                                          | 2013    | 2013, ProRail, 1e gebouw, uniek ontwerp                                                                     |
| Limmel                                                    | 1853    | geen, station gesloten in 1940 en van 1938-1940                                                             |
| Maastricht                                                | 1853    | 1913, SS, 4e gebouw, uniek ontwerp van Van Heukelom                                                         |

## Treindiensten
| Serie            | Treinsoort                                             | Route                                                                                                | Bijzonderheden |
| ---------------- | ------------------------------------------------------ | --- | --- |
| 18900 RE 18 S 43 | Sneltrein / Regional-Express / S-trein (Arriva / NMBS) | (Luik-Guillemins – ) Maastricht – Heerlen – Landgraaf – Herzogenrath – Aachen Hbf                    | Drielandentrein (LIMAX). Tussen Luik-Guillemins en Maastricht wordt 1x/uur gereden. Tussen Maastricht en Aachen wordt 2x/uur gereden. |
| 32000 RS 18      | Stoptrein (Arriva)                                     | Maastricht Randwyck – Maastricht – Heerlen – Landgraaf – Eygelshoven – Chevremont – Kerkrade Centrum | |
| 32900            | Stoomtrein (ZLSM)                                      | Simpelveld – Schin op Geul                                                                           | |

## Avantislijn
Enkele jaren waren er plannen voor het bouwen van de Avantislijn. Deze nieuwe lijn moest de spoorlijn Aken-Maastricht (bij Vetschau) gaan verbinden met de Miljoenenlijn. Hiermee zou deze zorgen voor de ontsluiting van het grensoverschrijdende bedrijventerrein Avantis en voor een alternatieve route van Heerlen naar Aken. Op het bestaande tracé Aken-Maastricht zou hiervoor alleen een wissel moeten worden teruggelegd die deze lijn verbindt met de lijn Aken-Mönchengladbach. Stilletjes werd hiermee gehoopt op een nieuw begin voor de treindienst Maastricht-Aken. Deze dienst zou eventueel uitgevoerd kunnen worden met Lightrail-treinen, iets wat in 1992, bij de sluiting van de lijn nog te veel in de kinderschoenen stond om rendabel te zijn. Sinds januari 2019 rijdt er een trein van Aken via Heerlen naar Maastricht, deze drielandentrein rijdt via de bestaande spoorlijnen. Eind 2019 werd bekend dat de financiering voor de aanleg van de Avantislijn geschrapt wordt en de lijn niet aangelegd zal worden.